# Carl Lehle
Carl Lehle (født 2. december 1872, død 18. september 1939) var en tysk roer som deltog i OL 1900 i Paris.
Ved OL stillede Lehle op i firer med styrmand for Ludwigshafener Ruder Verein. Firer med styrmand blev den mest kontroversielle i den olympiske historie, hvor der blev gennemført to finaler med firer med styrmand, som begge af IOC er erklæret som officielle og der derfor er dobbelte medaljevindere i konkurrencen. 
Ludwigshafen-båden vandt sit heat i indledende runde, og besætningen bestod foruden Lehle af Otto Fickeisen, Hermann Wilker, Ernst Felle og Franz Kröwerath (styrmand). De kom i den anden finale sammen med de to øvrige heatvindere, en hollandsk båd fra Minerva, Amsterdam, og endnu en tysk båd fra Germania i Hamburg. Her var Germania-båden klart hurtigst og vandt med fire sekunder ned til Minerva-båden, mens båden fra Ludwigshafen var yderligere to sekunder bagud.